# Prinses Irenestraat
De Prinses Irenestraat is een straat in het Amsterdamse stadsdeel Zuid, aan de rand van de Zuidas. De straat kreeg zijn naam in 1953 en werd genoemd naar Prinses Irene, dochter van de toenmalige koningin Juliana.
Het westelijke deel van de straat veranderde na de verhoging van de Parnassusweg in 1977 van naam. Dit heet nu Fred. Roeskestraat. Daarmee loopt de Prinses Irenestraat nu tussen de Parnassusweg en het Beatrixpark. De straat kruist de Beethovenstraat. Sinds de opening van de zuidelijker gelegen Strawinskylaan veranderde de straat van karakter van een doorgaande route in een woonstraat. 
Het woongebied tussen de straat en het Zuider Amstelkanaal wordt naar deze straat de Prinses Irenebuurt genoemd. De Prinses Irenestraat vormt de grens tussen deze woonbuurt en het kantorengebied van de Zuidas.
Aan de straat staan behalve woningen en kantoren ook een kerk, een hotel en een school. De protestantse Thomaskerk, met het Thomastheater, staat ter hoogte van het WTC. Tussen de straat en het Zuidplein, bij het eind van de Minervalaan, ligt een vijfhoekig speelterrein (soms "Pentagon" genoemd).

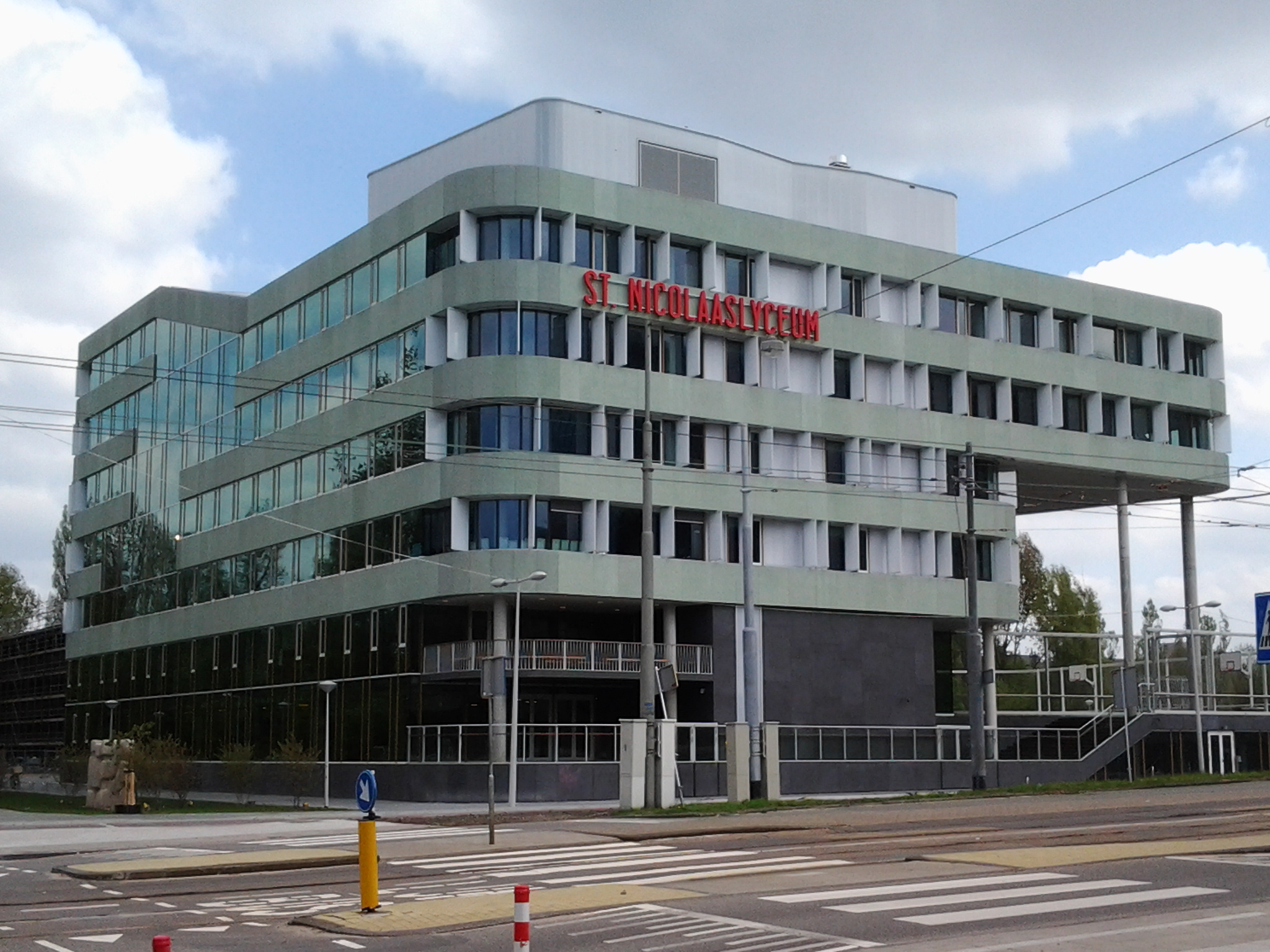
St-Nicolaaslyceum gezien vanaf de kruising met de Beethovenstraat

Het oostelijk deel van de straat en het daaraan grenzende deel van het Beatrixpark zijn betrokken in de plannen voor de Zuidas.
Het Sint-Nicolaaslyceum stond oorspronkelijk aan de Prinses Irenestraat in het Beatrixpark, maar betrok in 2012 een nieuw gebouw aan de hoek met de Beethovenstraat. Het oude schoolgebouw is in 2013 gesloopt om plaats te maken voor kantoren. Nabij de school werd Beeld in drie delen van Leo de Vries geplaatst. Op deze plek stond van 1968 tot 2010 de rooms-katholieke Christus Geboortekerk stond. Het bijbehorende klooster met kapel kwam leeg te staan en werd in de periode 2020-2022 verbouwd tot dependance van het Conservatorium van Amsterdam.

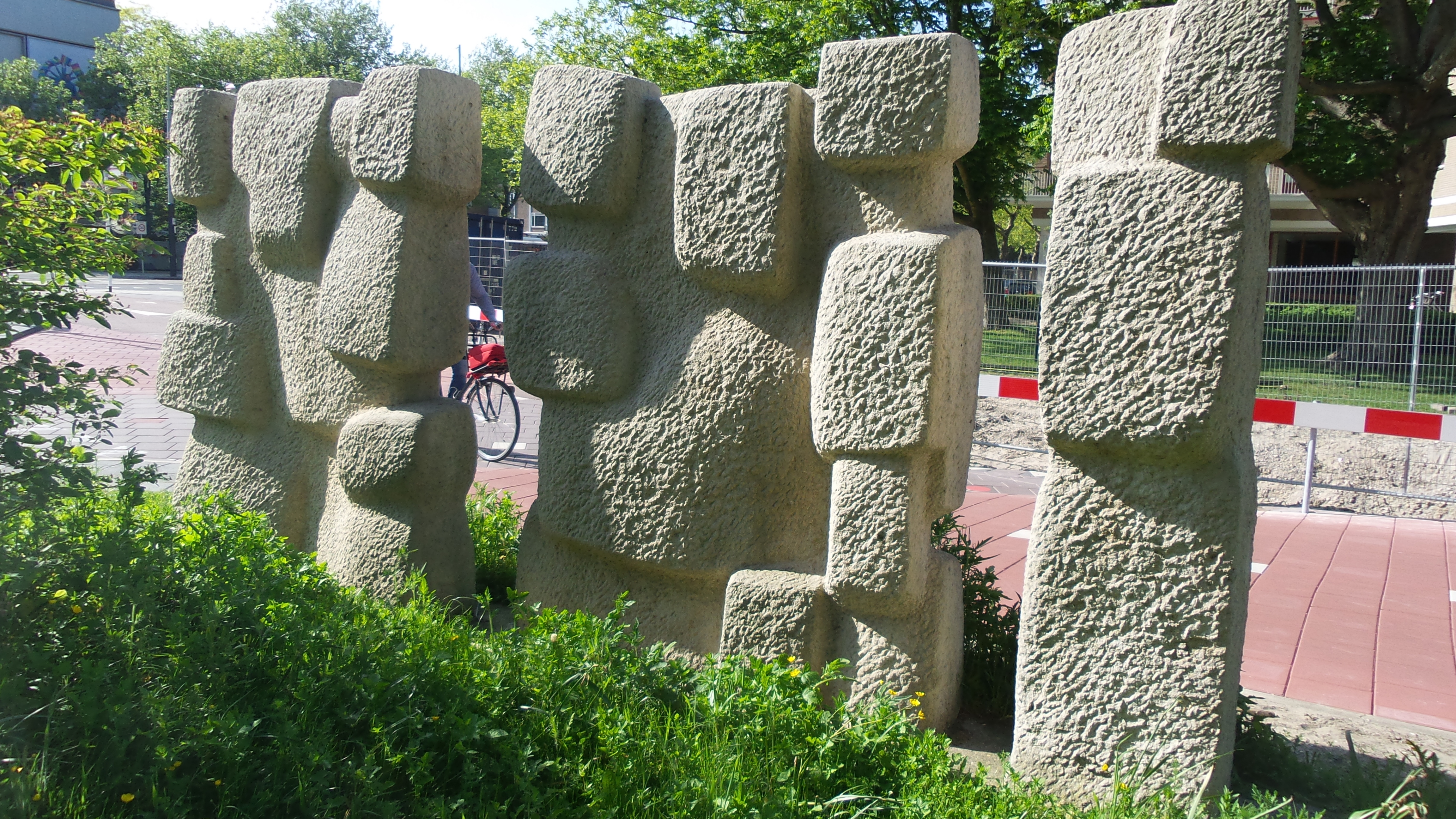
Beeld in drie delen uit 1965 van Leo de Vries